# Stefan Wild
Stefan Wild (* 2. März 1937 in Leipzig) ist ein deutscher Orientalist.

## Leben
Nach seinem Studium an den Universitäten München, Yale University, Erlangen und Tübingen promovierte er 1961 und habilitierte sich 1968 an der Universität München im Fach Semitistik. 1968 bis 1973 war er Direktor des Orient-Instituts der Deutschen Morgenländischen Gesellschaft in Beirut/Libanon. 1974 bis 1977 lehrte er als Professor für Semitische Sprachen und Islamwissenschaft an der Universität Amsterdam und ab 1977 als Professor für Semitische Philologie und Islamwissenschaft an der Universität Bonn, wo er 2002 emeritiert wurde.
Er war Mitherausgeber der Zeitschrift Die Welt des Islams, einer internationalen Zeitschrift für die Geschichte des Islams in der Neuzeit, von 1981 bis 2009. Zu seinen ehemaligen Studenten gehörten unter anderem der niederländische Diplomat Nikolaos van Dam (Universität Amsterdam), der Islamwissenschaftler Reinhard Schulze, der deutsch-iranische Schriftsteller Navid Kermani, und die Islamwissenschaftlerin Katajun Amirpur.
Seine Hauptarbeitsgebiete sind die klassische arabische Literatur und Lexikographie sowie moderne arabische Literatur und Geistesgeschichte.
2005 wurde er von der Helga und Edzard Reuter-Stiftung für seine wissenschaftliche Lebensleistung zur Völkerverständigung ausgezeichnet.

## Schriften
- Das Kitab al-'Ain und die arabische Lexikographie. 1965, ISBN 3447010444.
- Gott und Mensch im Libanon: Die Affäre Ṣādiq al-ʿAẓm. In: Der Islam. Bd. 48, de Gruyter, Berlin 1971 ISSN 0021-1818, H. 2, S. 206–253.
- Libanesische Ortsnamen, Typologie und Deutung (= Beiruter Texte und Studien. 9). Beirut, 1973, ISBN 3899130081.
- Ghassan Kanafani. The life of a Palestinian. Harrassowitz Verlag, Wiesbaden 1975, ISBN 3447016671.
- Didaktische Probleme des akademischen Unterrichts im klassischen Arabisch. In: J. H. Hopkins (Hrsg.), General Linguistics and the Reaching of Dead Hamito-Semitic Languages. Brill, Leiden 1978, S. 51–67.
- Muslim and Maḏhab. Ein Brief von Tokio nach Mekka und seine Folgen in Damaskus. In: U. Haarmann, P. Bachmann (Hrsg.): Die islamische Welt zwischen Mittelalter und Neuzeit. Festschrift für Robert Roemer zum 65. Geburtstag. Beiruter Texte und Studien. Bd. 22. Beirut 1979. S. 674–689.
- National Socialism in the Arab East between 1933 and 1939, in Die Welt des Islam. Jg. 25. Brill, Leiden 1985, S. 126–173.
- Ottomanism versus Arabism. The Case of Farid Kassab 1884–1970. In: Die Welt des Islam. Jg. 28. Brill, Leiden 1988 ISSN 0043-2539 S. 607–627.
- (Hrsg.): The Qur'an as Text. Brill, Leiden 1996 ISBN 9004103449.
- (Hrsg.): Akten des 27. Deutschen Orientalistentages. Ergon, Würzburg 2001, ISBN 3935556683.
- Mensch, Prophet und Gott im Koran: muslimische Exegeten des 20. Jahrhunderts und das Menschenbild der Moderne. Rhema, Münster 2001, ISBN 3-930454-24-6.
- Ibn Naqiya: Moscheen, Wein und böse Geister. Die zehn Verwandlungen des Bettlers al-Yaschkuri. Erstmals aus dem Arabischen übertragen, eingeleitet und erläutert von Stefan Wild. C.H.Beck, München 2019, ISBN 978-3-406-73944-6.